# Луи (Еврьо)
Луи д’Eврьо (на френски: Louis d'Évreux; Louis de France; * 3 май 1276; † 19 май 1319, Париж, Франция), от династия Капетинги, е френски принц, граф д’Еврьо, д’Етамп и Бомон-ле-Роже (1303 – 1319), пер на Франция. Основател е на династия Еврьо. По свидетелство на съвременници, този принц е привърженик на мира.

## Живот
Син е на краля на Франция Филип III Смели (1245 – 1285) и Мария Брабантска (1254 – 1321).
Към своя енергичен еднокръвен брат граф Шарл Валоа, Луи винаги е опозиционно настроен. Той твърдо защитава правото на държавата над църквата и помага на своя еднокръвен брат Филип IV Красиви в неговата борба против папа Бонифаций VIII.
Луи взема участие във военните кампании във Фландрия през 1297, 1304 и 1315 години. През 1308 г. е кандидат на Франция за императорския престол на Свещената Римска империя.
През 1316 г., след смъртта на Луи X, Луи д’Еврьо поддържа племенника си, граф на Поатие, в борбата му за регентството. Поатие става крал под името Филип V. Той възнаграждава чичо си в издигане на Графство Еврьо в перство. Луи Еврьо става доверен съветник на младия суверен.
През 1317 г. Луи има значителен конфликт с брат си Шарл Валоа. Всъщност граф Еврьо е удостоен с възможност за престижна сватба на една от дъщерите си с внука на граф Робърт III Фландърски, Луи дьо Креси. Но този проект е изоставен след бунта на бащата на Луи дьо Креси, Луи дьо Невер. Валоа се възползва от възможността да получи обещание за брак между Луи и една от собствените си дъщери. Филип V се намесва и за да блокира пътя на чичо си Валоа, на края Невер е женен за Маргарет, втората дъщеря на краля на Франция. И накрая, за да успокои граф Еврьо, кралят, предоставя на сина му Филип ръката на малката Жана Навара, дъщеря на покойния си брат Луи X, която е и вероятен претендент за короната на Франция. От последния брачен съюз, се ражда Шарл II Злият.
Луи д’Еврьо се отличава се със спокоен и добър нрав и се старае да се държи далеко от политическите интриги. В желанието си да „напусне света“, без конфликти, граф Еврьо организира разпределението на имуществото си между своите деца през лятото на 1318 година и се оттегля в абатство „Дева Мария от Лонгпонд“. Там остава само няколко месеца и умира внезапно през 1319 на възраст 43 години. Брат му Шарл Валоа става регент на двамата му малолетни сина.

## Фамилия
∞ 1301 г. за Маргарита д’Артоа (ок. 1285 – 1311), дъщеря на Филип д’Артоа (сеньор Конш) и Бланш Дрьо. Имат 5 деца:
- Мария д'Еврьо (1303 – 1335), мъж (от 1314) – херцог Жан III Брабантски (1300 – 1355);
- Шарл д'Етамп (1305 – 1336), граф д’Етамп;
- Филип III (1306 – 1343), граф д’Еврьо, крал на Навара чрез брак с Жана II, кралица на Навара;
- Маргарита д'Еврьо (1307 – 1350), мъж (от 1325) – граф Гийом XII Оверн (ок. 1300 – 1332);
- Жана д'Еврьо (1310 – 1371), мъж (от 1325) – крал Шарл IV (крал на Франция) (1294 – 1328).